# Chloraea lechleri
Chloraea lechleri är en orkidéart som beskrevs av John Lindley. Chloraea lechleri ingår i släktet Chloraea och familjen orkidéer. Inga underarter finns listade i Catalogue of Life.